# Костел Усіх Святих (Годовиця)
Костел Усіх Святих у Годовиці — парафіяльний римо-католицький храм, пам'ятка архітектури XVIII століття стилю бароко в селі Годовиця Пустомитівського району Львівської області. Перебуває в жалюгідному стані та потребує реставрації.

## Історія

### Будівництво
Зведений протягом 1751–1758 років на кошти львівського архидиякона РКЦ Стефана Мікульського.
Архітектор — Бернард Меретин (творець Собору Святого Юра у Львові).
На думку Збігнева Горнунга, костел є прообразом кількох храмів. Зокрема, костелів Успіння Діви Марії (Бучач, Коломия), костелів Непорочного зачаття Діви Марії (Лопатин), Святого Станіслава (Буськ), Воздвиження Чесного Хреста (Берездівці).

### Реставрації
Реставрації храму проводили в 1900, 1927 (головний вівтар), 1929–1931 (внутрішні розписи).

### Сучасність
У радянські часи костел використовували як господарську споруду і замкнули остаточно 1961 року. У 1974-му в храмі сталася пожежа, і невдовзі завалився дах із розписами XVIII століття. Сучасний стан пам'ятки — жалюгідний.
У липні 2013 під час візиту до Львова французького посла почесний консул Франції у Львові Данило Ярема повідомив, що французька сторона допоможе відновити костел.

## Опис

### Архітектура

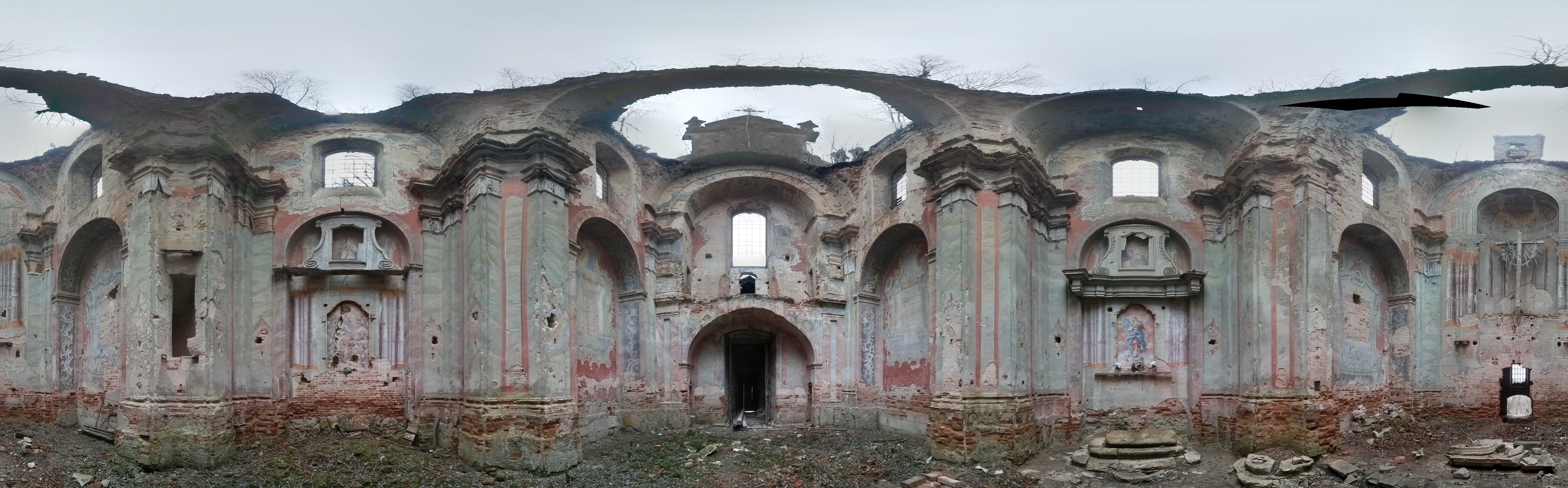
Панорама інтерʼєру

Однонавний цегляний храм — хрестовий у плані, зі скороченим трансептом, притвором та північним приміщенням по осі абсиди. Нава, абсида, північне приміщенням та притвор перекриті хрестовими склепіннями.
Центральний об'єм костелу увінчує сигнатурка. На фасаді — подвійні пілястри коринфського ордеру. Бароковий фронтон прикрашено декоративними кам'яними вазами. Притвор завершується трикутним фронтоном та аттиком у вигляді балюстради. Пластичність зовнішніх обрисів будівлі досягається завдяки заокругленості її кутів.

### Скульптура
Першим звернув увагу на різьблені роботи в костелі Ян Антоневич-Болоз, після нього — трохи Адам Бохнак. Тадеуш Маньковський вважав, що їхнім автором був Пінзель, такої ж думки був і Мечислав Гембарович. Збігнев Горнунг вважав, що їх автором був Антон Осинський. Ян Островський вважає, що Пінзеля варто вважати головним творцем «різьби» в костелі. Також стверджує, що тут працював Матвій Полейовський, а великі ангели головного вівтаря — це, правдоподібно, робота невідомого співробітника Пінзеля, який також був автором «різьби» в головному вівтарі в парафіяльному костелі в Бучачі. Пйотр Красний і Якуб Сіто припускають, що Петро Полейовський разом з Пінзелем виконав фігури великих ангелів, які прикрашали розп'яття головного вівтаря.

### Живопис
Стіни та стеля вкриті фресками, виконаними у кінці XVIIIO століття художником Ролінським.

## Галерея

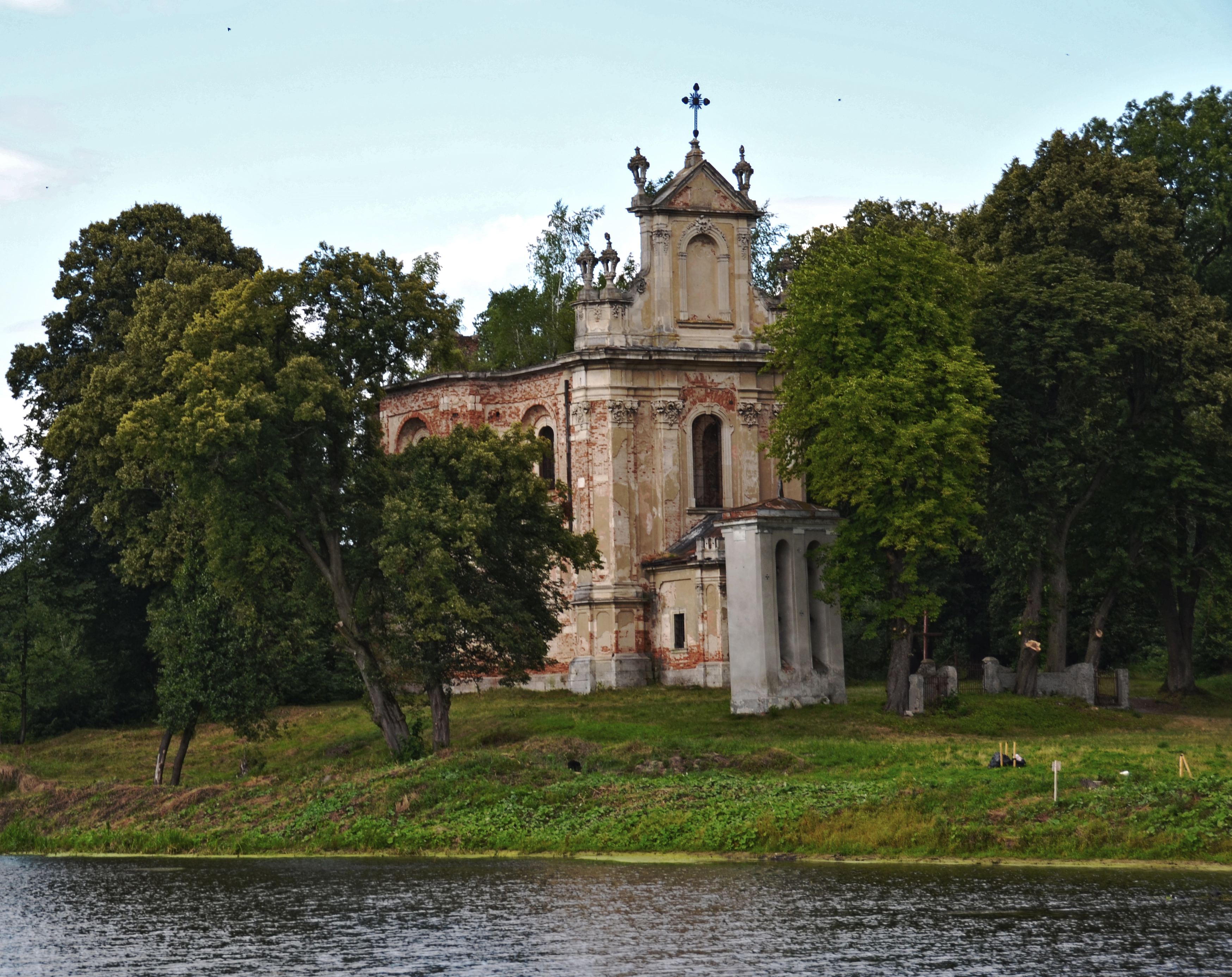
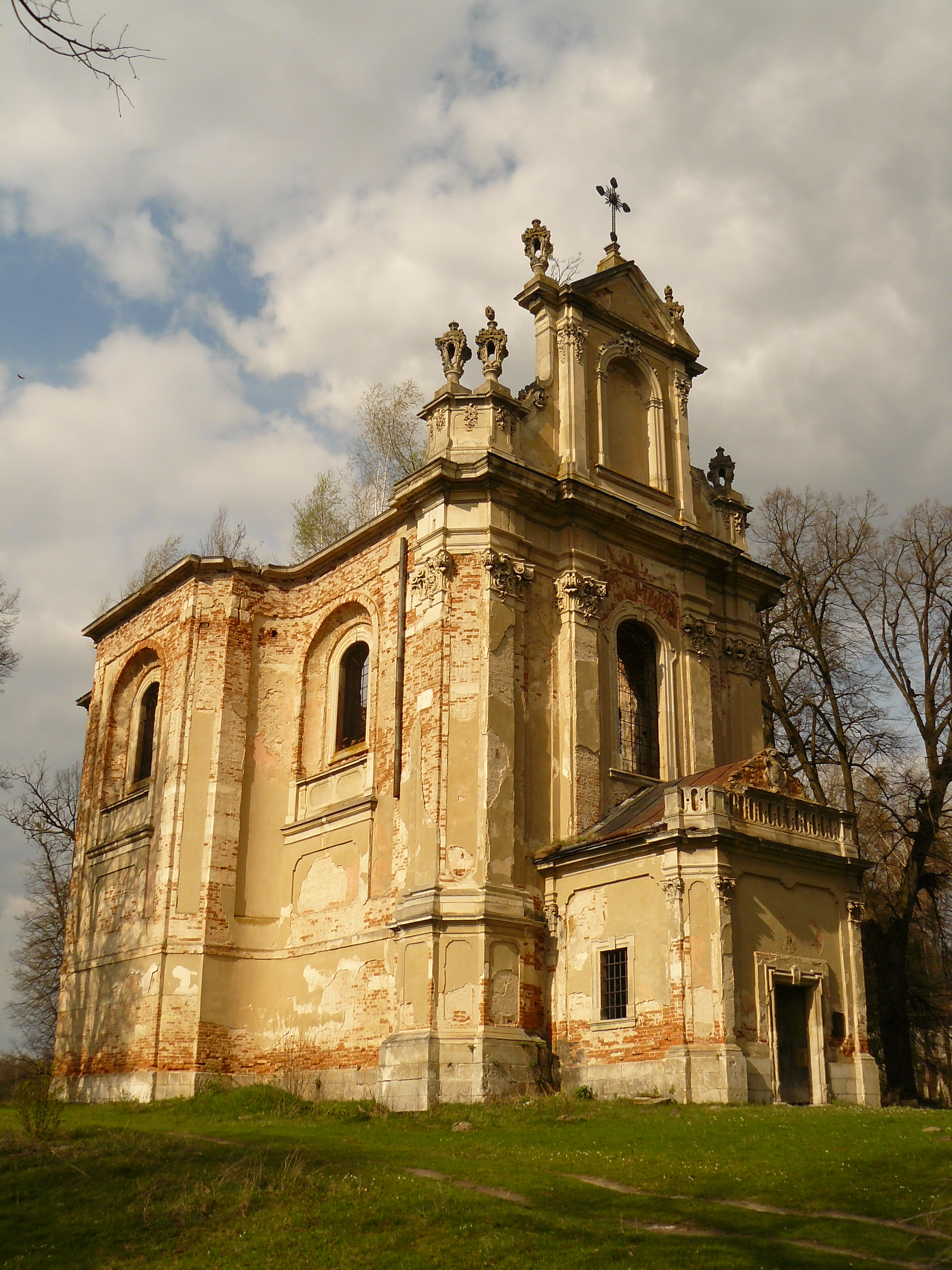
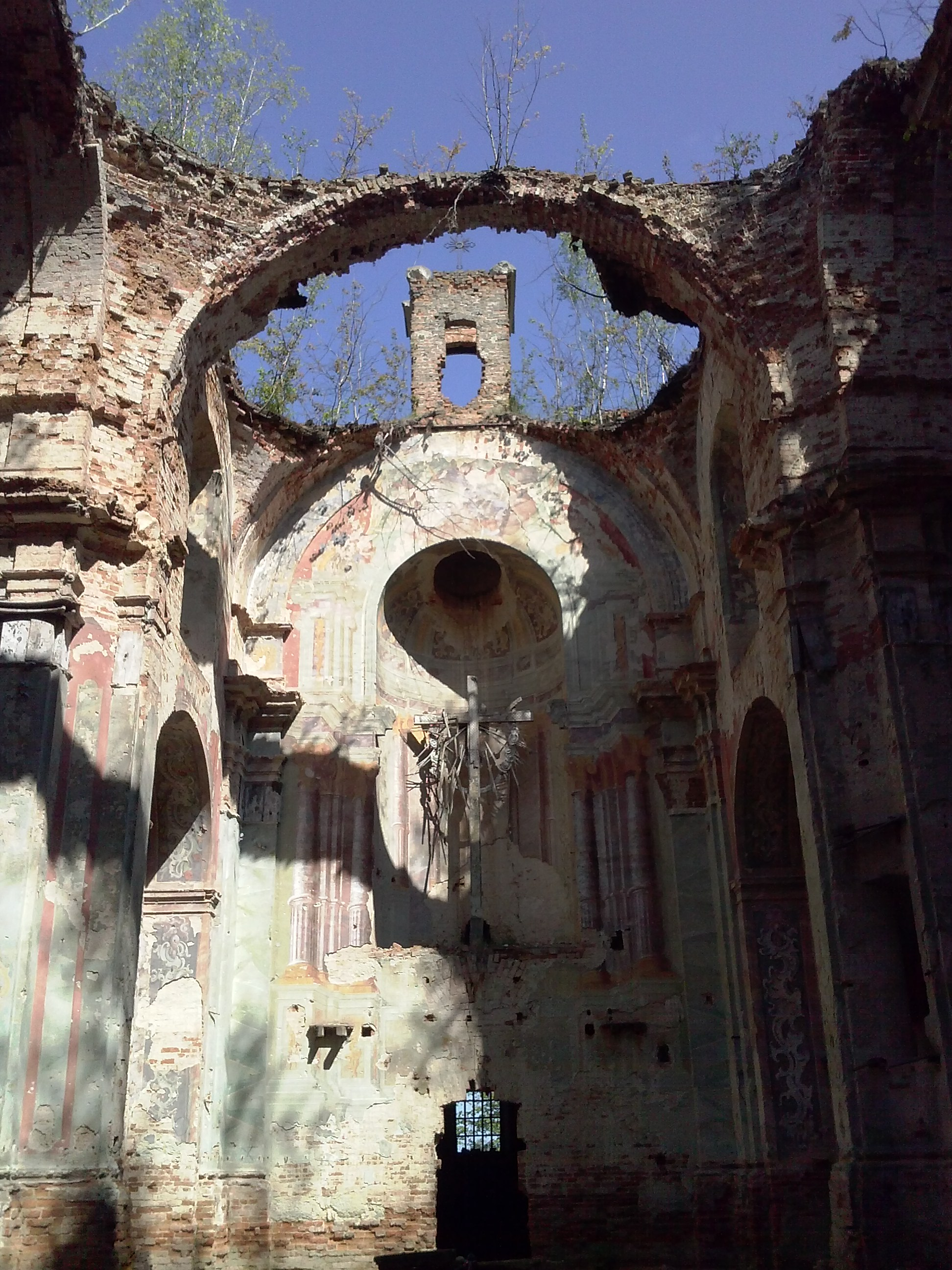
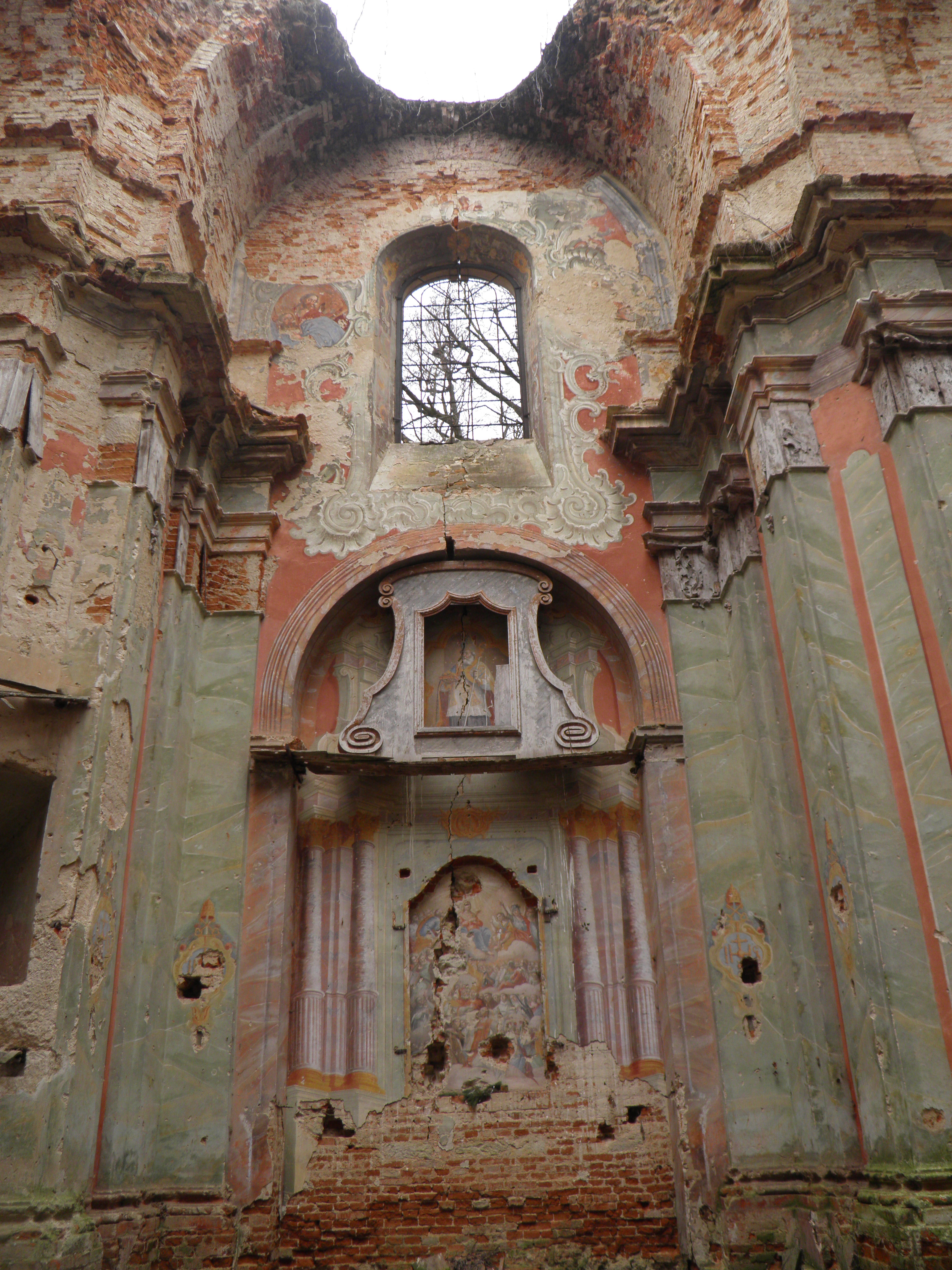
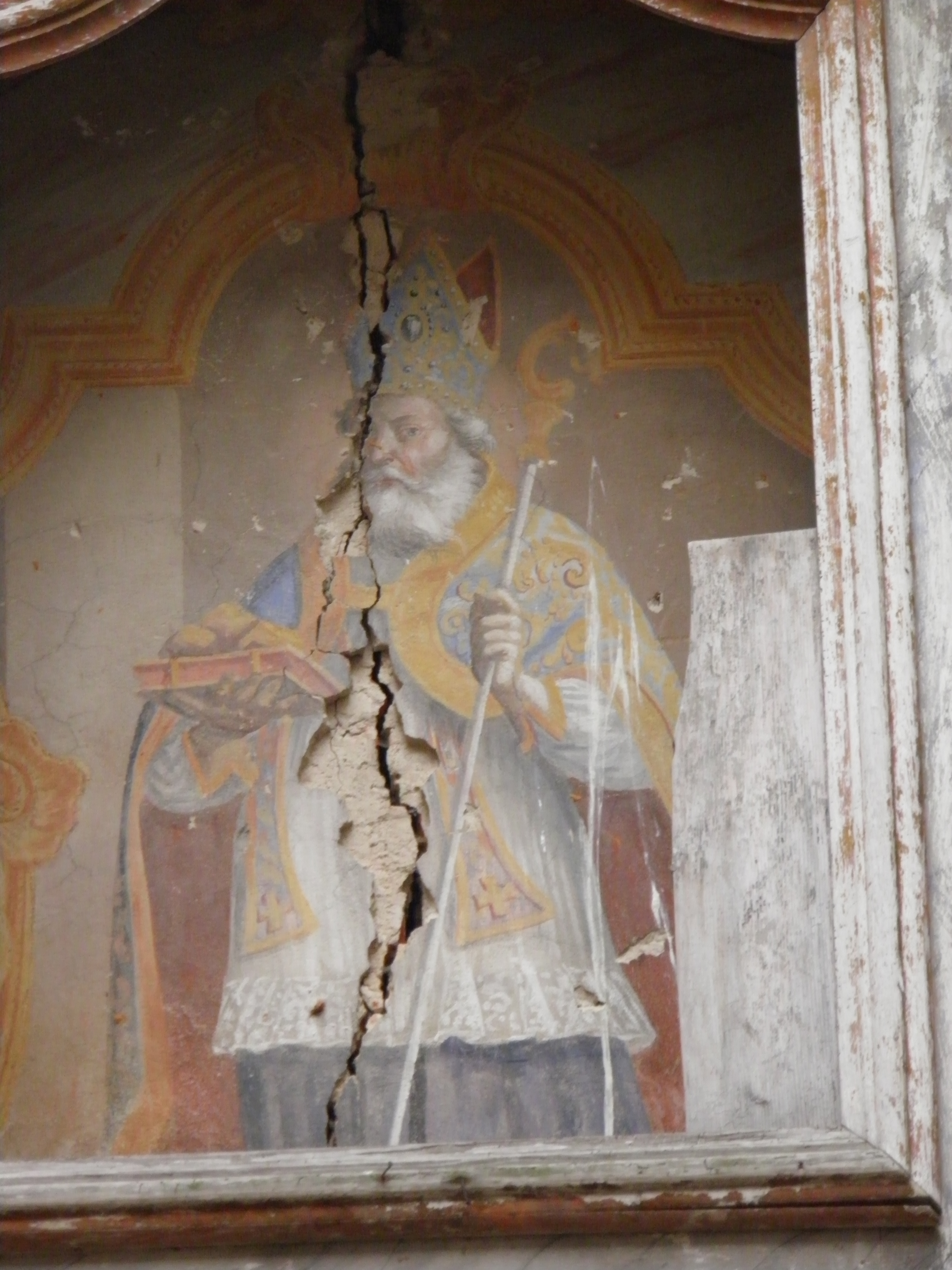
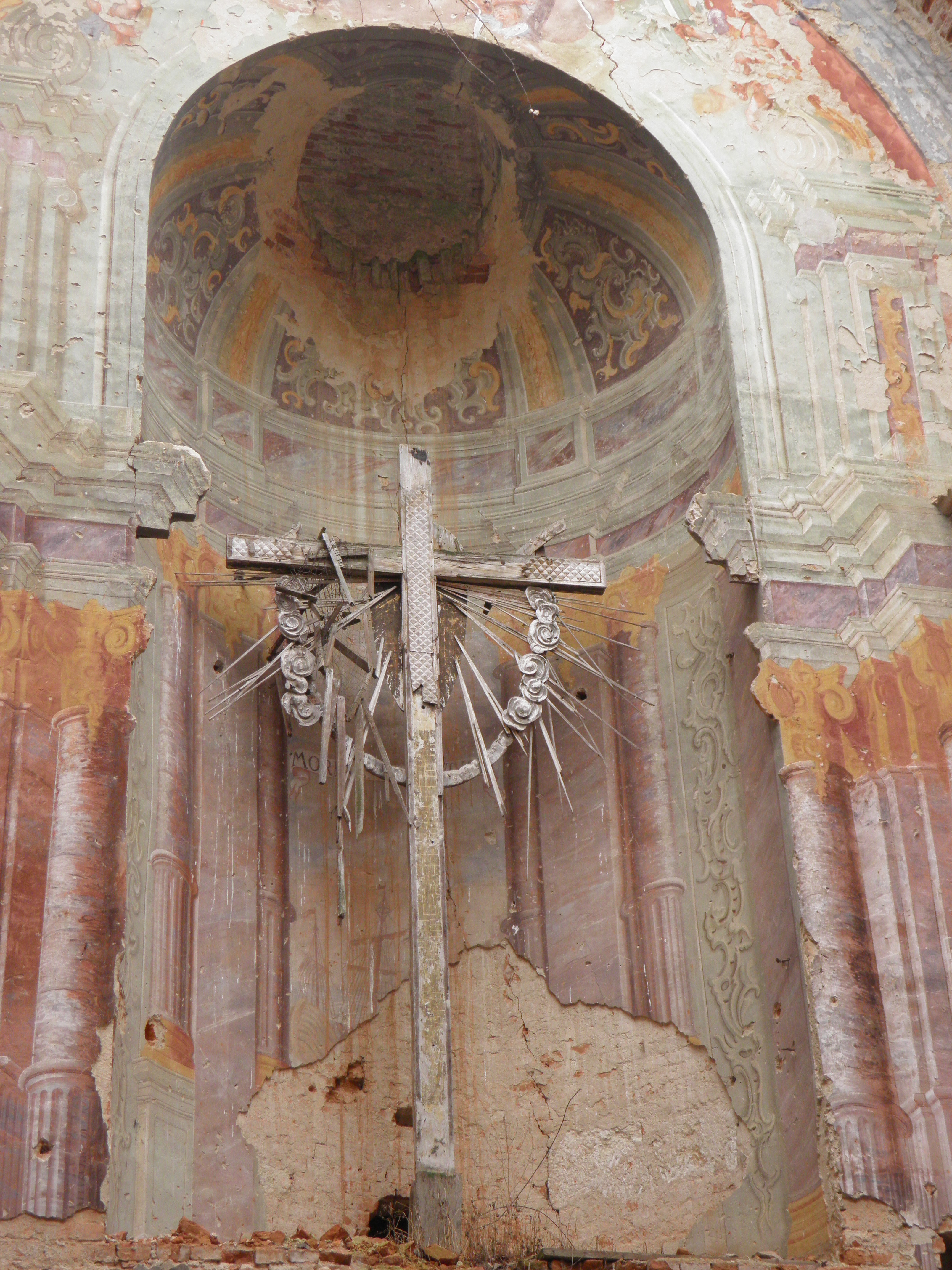
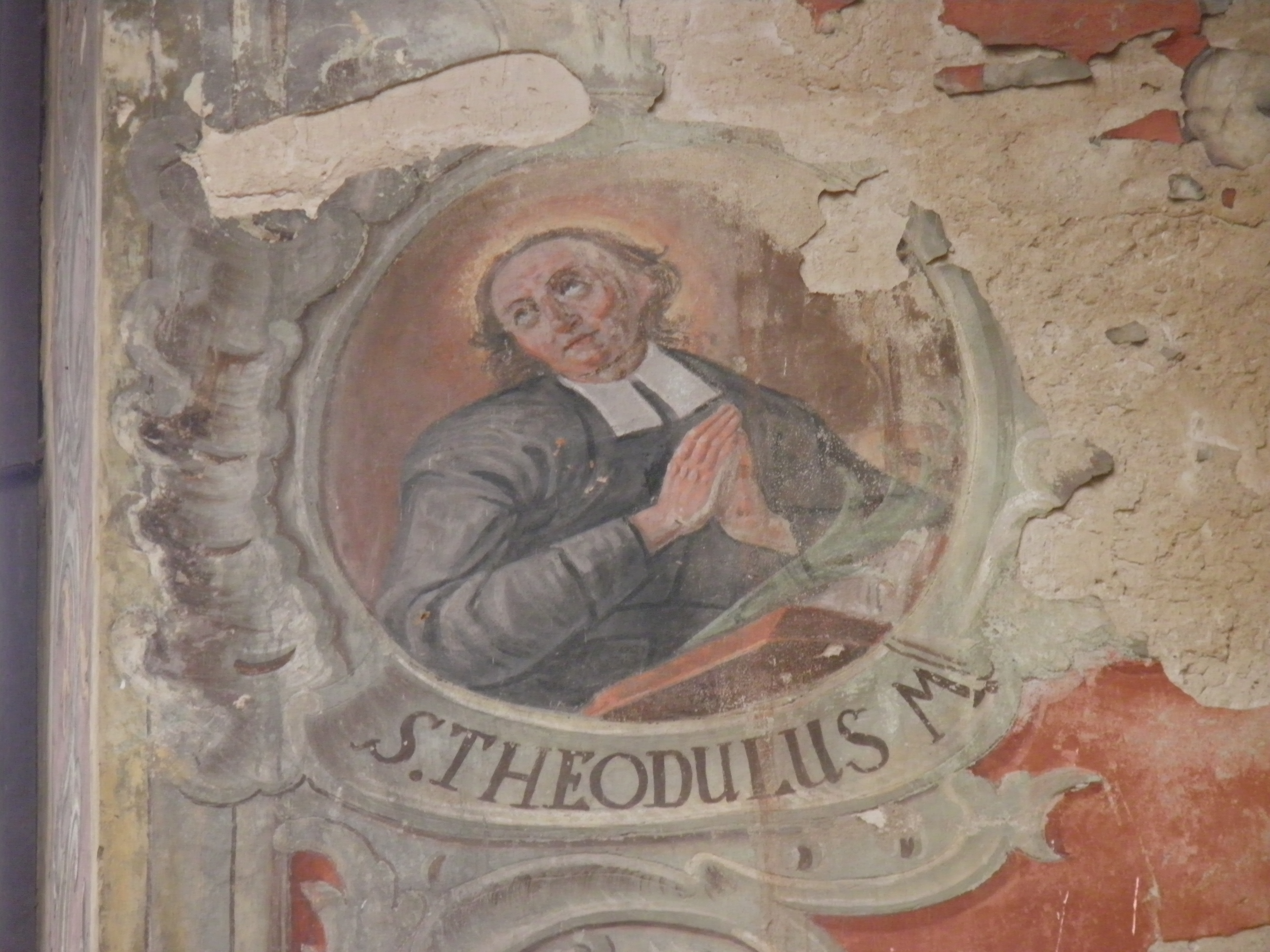
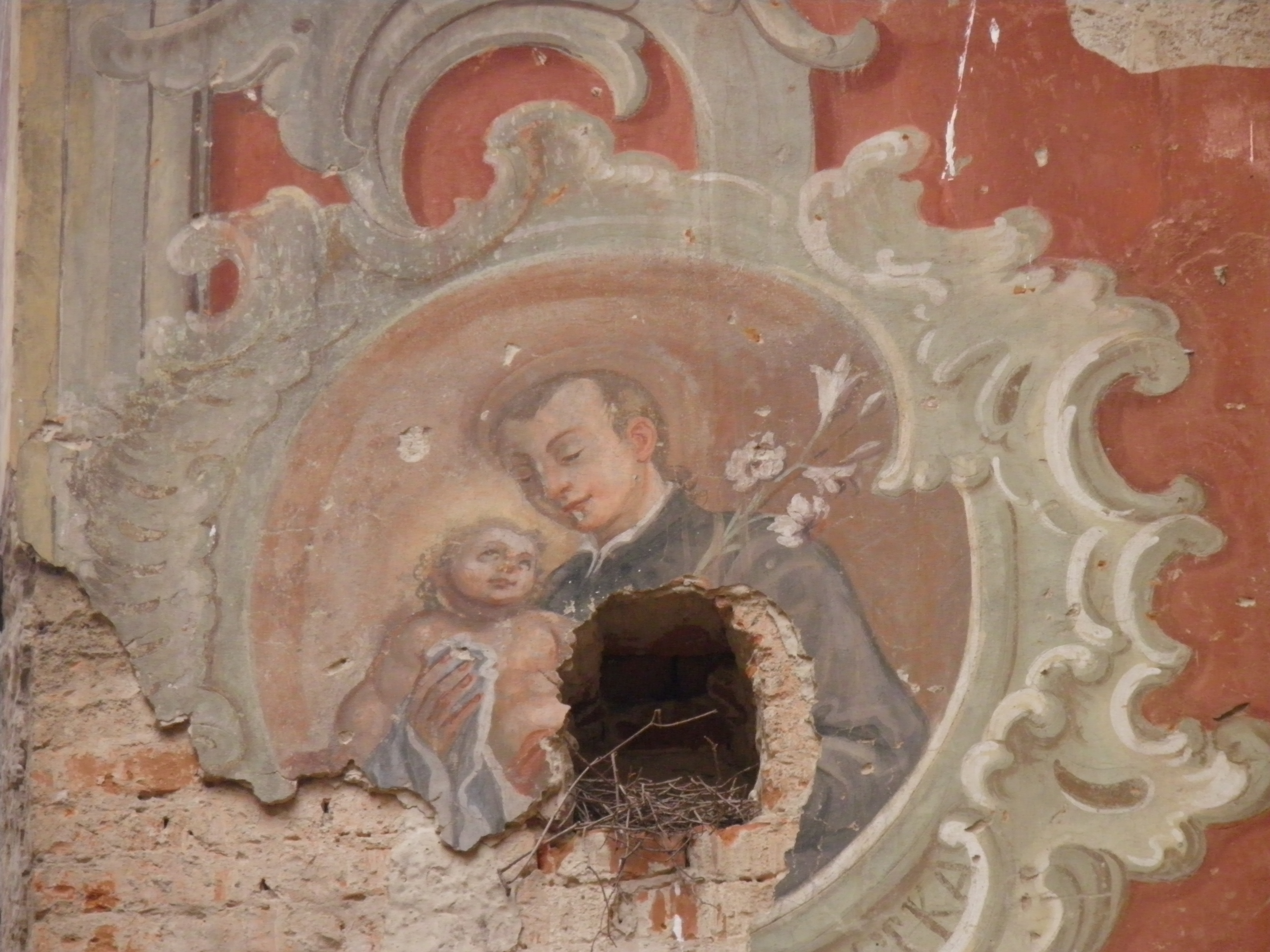
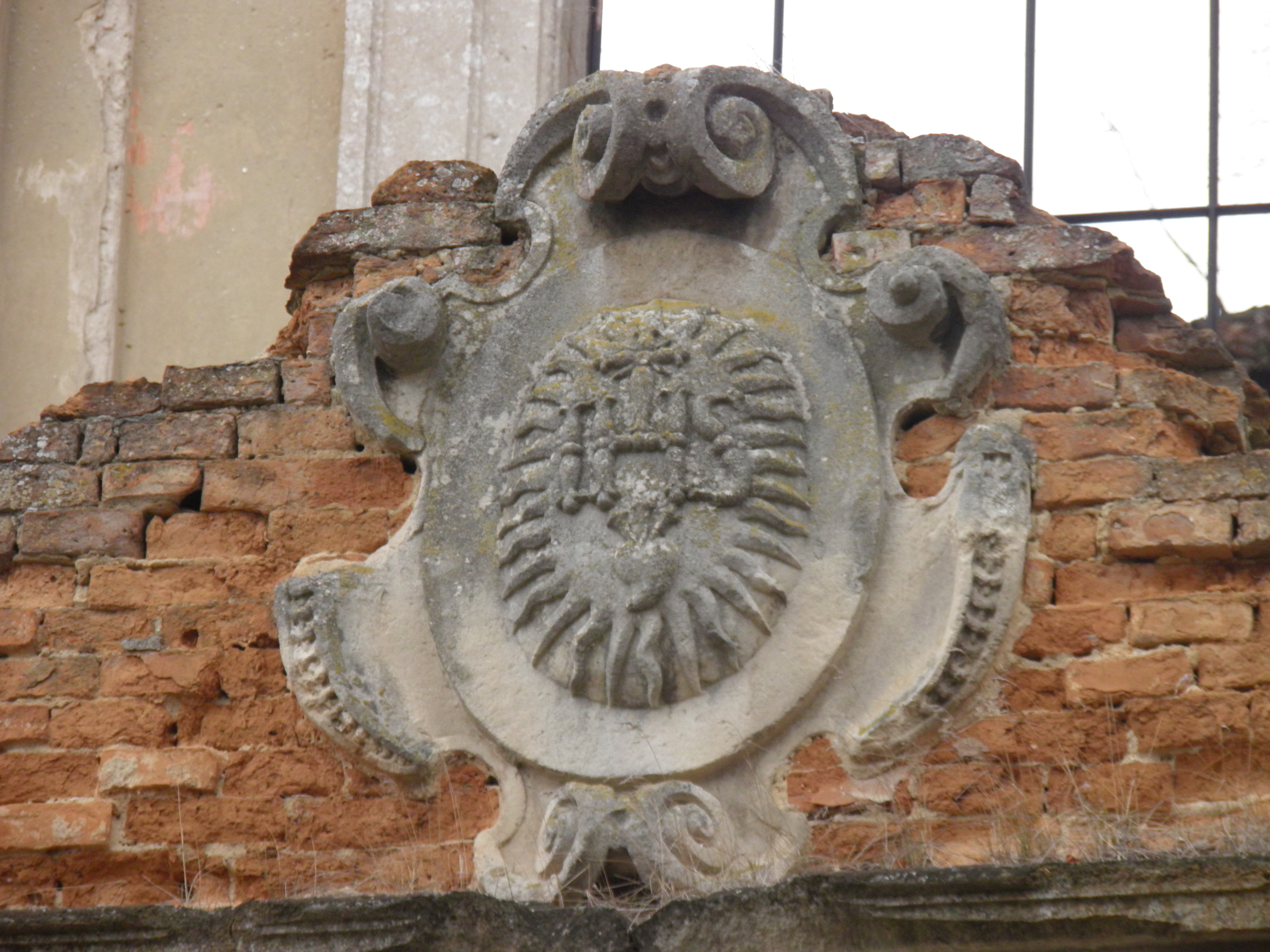
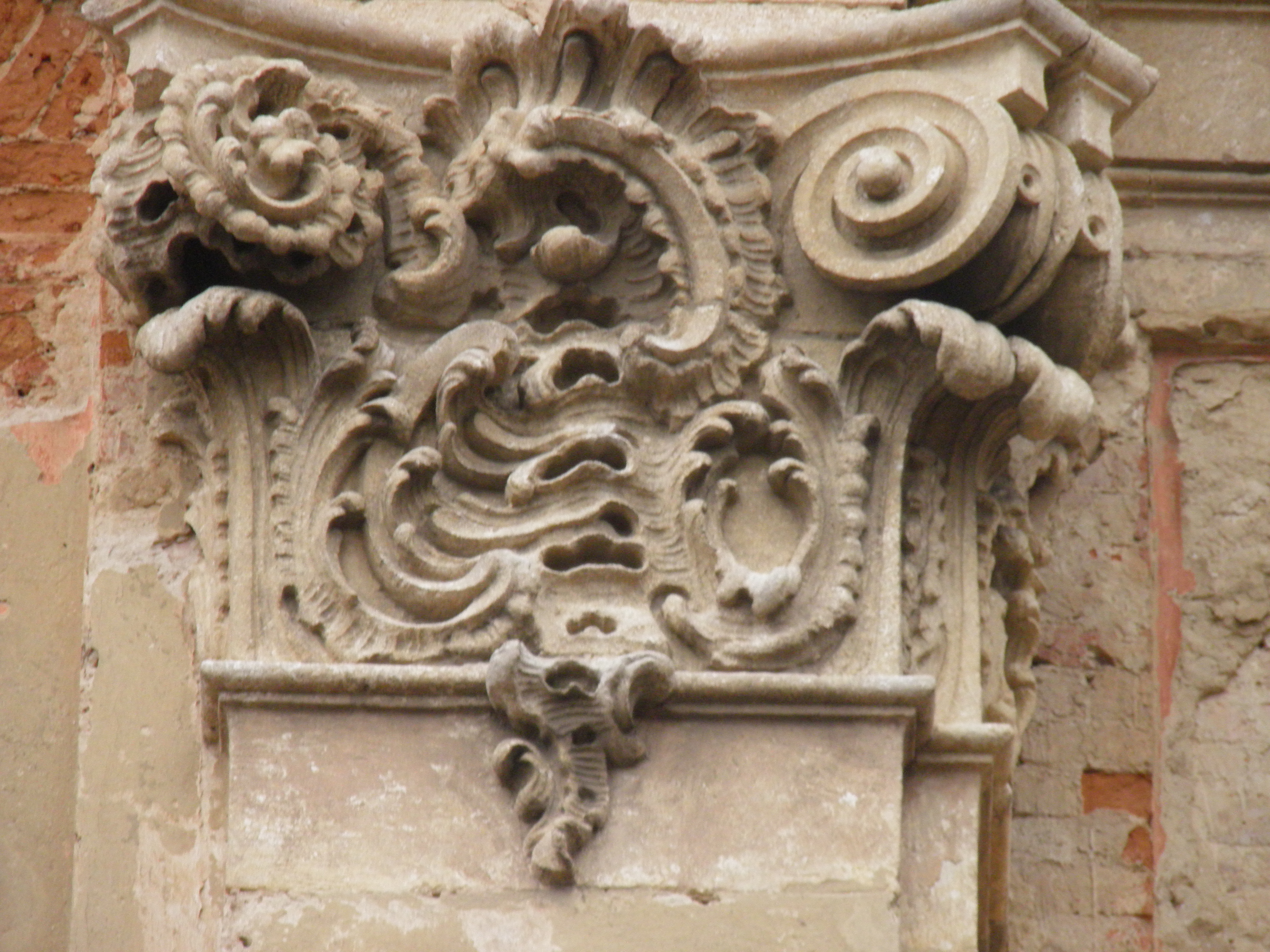
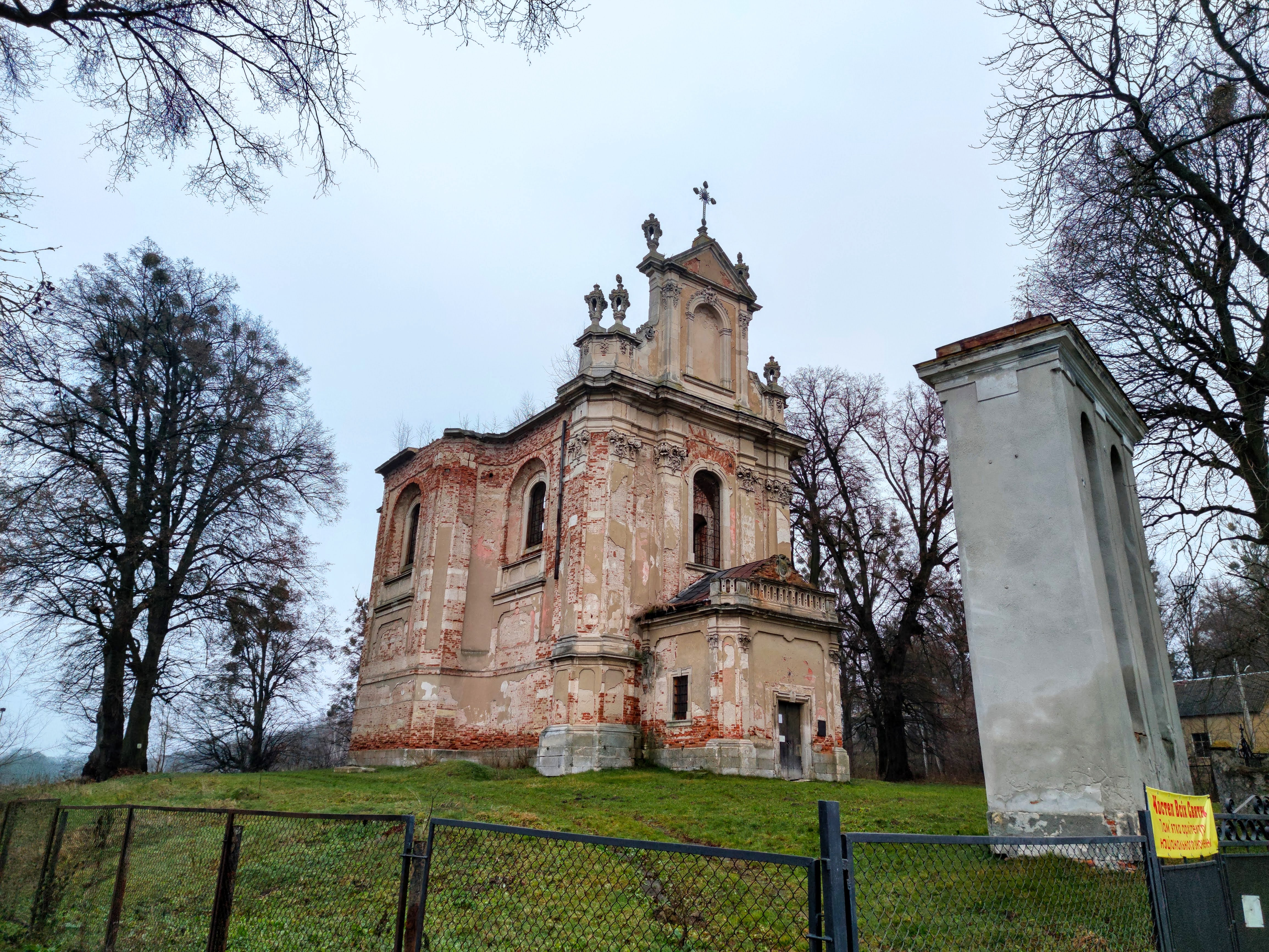
Костел всіх святих. с. Годовиця, Пустомитівський район. Львівська обл. осінь, 2020рік
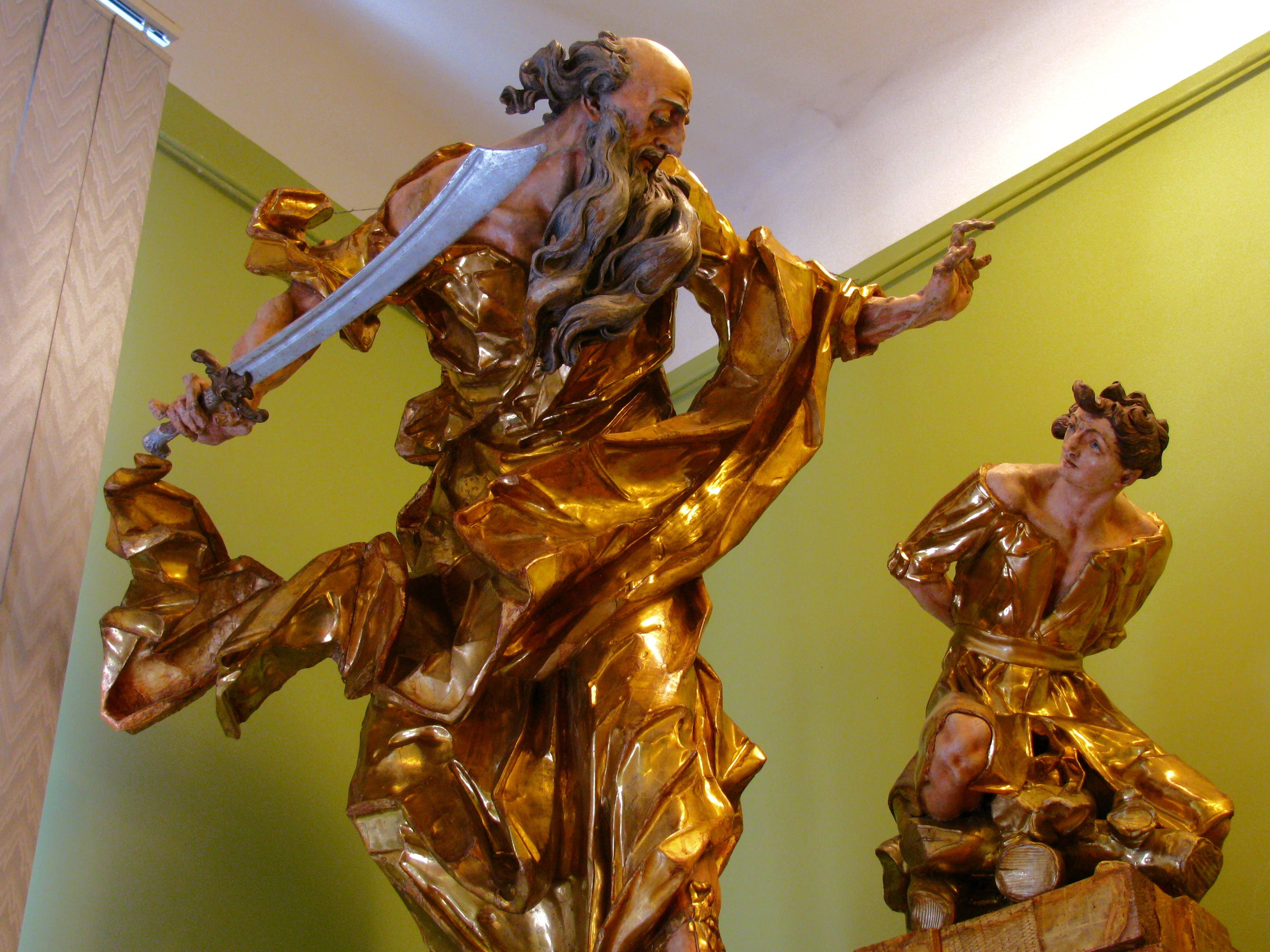
Пінзель. «Жертвопринесення Авраама» із Годовицького вівтаря
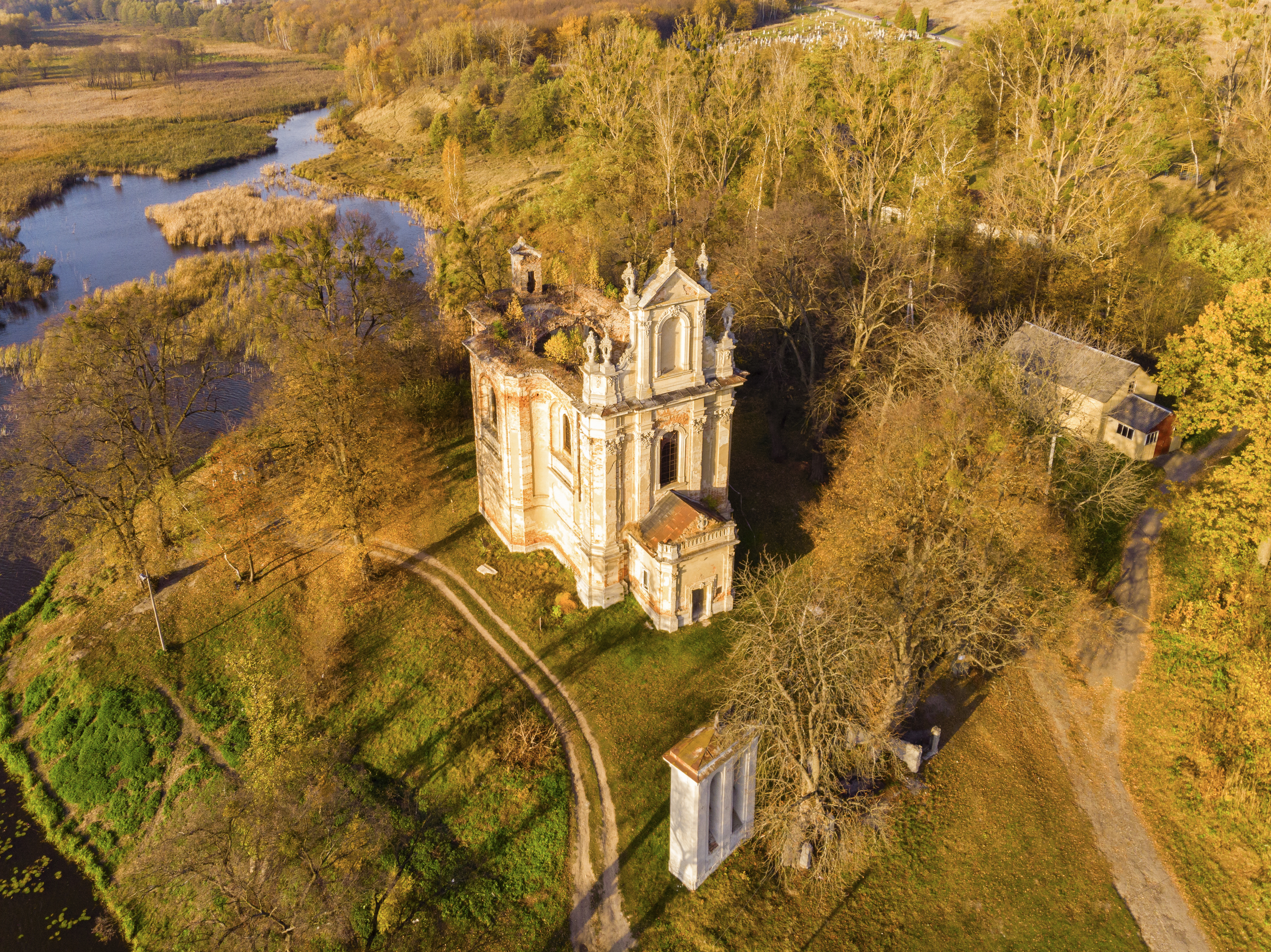
Вид на костел з повітря